# Bleptina clara
Bleptina clara är en fjärilsart som beskrevs av William Schaus 1906. Bleptina clara ingår i släktet Bleptina och familjen nattflyn. Inga underarter finns listade i Catalogue of Life.